# Boos (Landes)
Boos korábbi község Franciaország Új-Aquitania régiójában, Landes megyében. 2017. január 1-jén Rion-des-Landes új község része lett.
Lakosainak száma 470 fő (2018. január 1.). Boos Laluque, Lesgor, Rion-des-Landes és Taller községekkel határos.

## Népesség
A település népességének változása:
| Lakosok száma | 109  | 133  | 134  | 136  | 149  | 312  | 380  | 439  | 466  | 470  |
|               | 1968 | 1975 | 1982 | 1990 | 1999 | 2011 | 2013 | 2015 | 2017 | 2018 |